# All-Pro Football 2K8
All-Pro Football 2K8 é um jogo eletrônico de futebol americano produzido pela Visual Concepts e publicado pela 2K Sports em 2007. Devido aos direitos de exclusividade da EA Sports sobre a NFL e NFLPA, tanto a liga quanto as equipes e os jogadores são fictícios, apesar disso, existe um modo de criação de jogadores e equipes. No total são 24 equipes divididas em seis divisões, contando com alguns jogadores reais já aposentados da NFL.